# Johann IV. (Schaumburg)
Johann IV. von Holstein-Pinneberg (* 1449; † 30. März 1527) war regierender Graf von Holstein-Pinneberg.
Er war der jüngste Sohn von Otto II. von Holstein-Pinneberg und Elisabeth von Hohnstein und folgte seinem Bruder Otto III. 1498 als Regent in der Stammgrafschaft Schaumburg zusammen mit seinem Bruder Anton. Als Otto III. im Jahre 1510 starb, regierte Johann gemeinsam mit Anton auch als Regent der Grafschaft Holstein-Pinneberg; er regierte diese von 1526 bis 1527 allein.

## Familie
Er war verheiratet mit Kordula von Gemen († 30. Mai 1528). Diese Ehe brachte dem Haus Schauenburg 1492 die Herrschaft Gemen. Das Paar hatte folgende Kinder:
- Jobst I. (* 1483; † 5. Juni 1531) ⚭ 1. Februar 1506 Gräfin Maria von Nassau-Dietz (* 1491; † 1547), die Tochter des Johann V. von Nassau.